# Рудольф I (курфюрст Саксонии)
Рудольф I (нем. Rudolf I., Herzog von Sachsen-Wittenberg; 1285 — 12 марта 1356) — герцог Саксен-Виттенберга, первый курфюрст Саксонии из рода Асканиев. Получил сан курфюрста в 1355 году в Праге от императора Карла IV за поддержку в борьбе за императорскую власть.

## Биография
Рудольф был старшим сыном герцога Саксен-Виттенбергского Альбрехта. В 1290 году унаследовал графство Брена. Так как на момент смерти отца в 1298 году он был ещё слишком мал, его опекуном и регентом герцогства стала его мать Агнеса, дочь короля Германии Рудольфа I. Мать постепенно готовила его к управлению герцогством при дворе своего брата, короля Германии Альбрехта I. В 1298 году он стал эрцмаршалом Священной Римской империи.
Первым актом Рудольфа в качестве эрцмаршала и претендента на курфюрстшество было утверждение инвеститур сыновей Альбрехта I Рудольфа, Фридриха и Леопольда на Австрию, Штирию и Каринтию. В 1300 году Альбрехт попытался утвердить Рудольфа единственным владетелем Австрии, но это не было утверждено духовными курфюрстами, и привело к военным действиям.
В 1302 году Рудольф приступил к самостоятельному управлению Саксен-Виттенбергом. Для укрепления своей власти ему нужно было убедить своих двоюродных братьев из Саксен-Лауэнбурга — Иоганна II, Альбрехта III и Эриха I — что именно он, а не Иоганн II, является обладателем права выбирать императора.
Голос Рудольфа оказался важным в 1308 году, когда после убийства его дяди Альбрехта I состоялись выборы нового короля Германии. Рудольф проголосовал за Генриха Люксембургского, а затем поддержал его деньгами и войсками.
В 1313 году Генрих внезапно умер, а на выборах 1314 года выбранными оказались два короля сразу: Людвиг Баварский получил голоса Иоганна II Саксен-Лауэнбургского (считавшего, что именно он, а не Рудольф, обладает правом голосовать от имени Саксонии), Бодуэна Люксембургского (как князя-епископа Трирского), Иоганна Люксембургского (как короля Чехии), Петера Аспельтского (как архиепископа Майнцского) и Вальдемара Бранденбургского, в то время как за Фридриха Австрийского проголосовали Рудольф (от имени Саксонии), Генрих Хорутанский (считавший, что с трона Чехии его сместили незаконно, и потому продолжавший именовать себя «королём Чехии» с вытекающими из этого титула правами на избрание императора), Генрих II Вирнебургский (как архиепископ Кёльнский) и Рудольф Баварский (как пфальграф Рейнский). Так как каждый из кандидатов получил большинство из семи голосов, то каждый объявил себя королём Германии, и между ними начались боевые действия. В 1322 году в битве при Мюльдорфе Людвиг разбил войска Фридриха и пленил его самого.
Поддержавший Фридриха Габсбурга Рудольф был вынужден столкнуться с последствиями нахождения на стороне проигравшего кандидата. В 1320 году скончался последний маркграф Бранденбурга из рода Асканиев Генрих II, и Рудольф, который был администратором Бранденбурга с 1319 года, объявил маркграфство ленным владением Асканиев, но Людвиг Баварский не мог передать владение выборщику, голосовавшему против него, и отдал Бранденбург своему сыну Людвигу V.
После этого акта, и ряда других санкций, Рудольф решил из тактических соображений поддержать императора. Он стал выступать в качестве посредника в спорах между князьями, что позволило ему завязать полезные связи; также он поддерживал хорошие отношения с римским Папой, который в 1324 году отлучил императора Людвига от церкви. Постепенно император изменил своё мнение о Рудольфе, и отдал ему на 12 лет часть Лужицкой марки с городами Зальцведель, Фюрстенвальде и Бесков.
Под влиянием матери Рудольф начал изгнание евреев из Саксен-Виттенберга. Он запретил использование в герцогстве славянских языков. В 1340-х годах им был построен Виттенбергский замок, ставший резиденцией для него и его потомков. Чтобы покрыть растущие расходы на его имперскую политику, он занялся продажей прав (права содержать рынки, права на чеканку монеты и т. п.), что заложило основы коммунальных структур в регионе Виттенберга.
В результате посреднической деятельности Рудольф завязал связи с пражским двором, что оказалось важным после выборов 1346 года, когда императором был в сложных условиях избран чешский король Карл Люксембург. Рудольф был единственным курфюрстом, присутствовавшим на его коронации. В благодарность за поддержку он в 1347 году получил Альтмарк; границей между Саксонией и Бранденбургом стала река Эльба. Однако в 1350 году их связи ослабли после того, как император Карл утвердил Людвига Баварского маркграфом Бранденбурга и Лужицы. Отношения восстановились после того, как Карл отдал Рудольфу Вальхенхоф в Праге на Малой стороне.
Величайший успех пришёл к Рудольфу 4 октября 1355 года, когда император издал «Золотую буллу», которая объявила в курфюршествах закон первородства, сделала курфюршества неделимыми, и закрепила титул курфюрста Саксонии за саксен-виттенбергской ветвью.

## Семья и дети
Рудольф был женат трижды. В 1298 году он женился на Ютте (Бригитте), дочери бранденбургского маркграфа Оттона V. Их дети:
- Альбрехт (ум.1329)
- Иоганн (ум.в младенчестве)
- Анна (до 1309 - 1329), замужем за Бернхардом Польским
- Рудольф II (1307-1370)
- Елизавета (ум.1353), замужем за Вальдемаром Ангальт-Цербстским
- Агнесса (ум.1338), замужем за Бернхардом III Ангальт-Бернбургским
- Оттон (ум.1350), женился на Елизавете, дочери Вильгельма II Брауншвейг-Люнебургского
- Беатриса (ум.после 1345), замужем за Альбрехтом II Ангальт-Цербстским

После смерти первой жены в 1328 году Рудольф женился на Кунигунде, дочери польского короля Владислава Локетека. У них был один сын:
- Мешко (ок.1330 - 1350), женился на Евдоксии

После смерти второй жены в 1333 году Рудольф женился на Агнессе, дочери графа Ульриха Линдов-Руппинского. Их дети:
- Вильгельм (умер в младенчестве)
- Венцель (1337-1388)
- Хелена (ум.1367), замужем за магдебургским бургграфом Иоганном I фон Хардеком